# Muralla urbana de Marbella
La Muralla urbana est une fortification historique à Marbella, en Andalousie, dans le sud de l'Espagne. Elle a été construite au XIe siècle.